# Arenal de Álvarez
Arenal de Álvarez es una localidad del estado mexicano de Guerrero. Es parte del municipio de Benito Juárez.

## Demografía
| Gráfica de evolución demográfica |
|                                  |

| Censo | Población |
| ----- | --------- |
| 1950  | 918       |
| 1960  | 1 006     |
| 1970  | 1 246     |
| 1980  | 1 251     |
| 1990  | 1 672     |
| 2000  | 1 503     |
| 2010  | 1 311     |
| 2020  | 1 406     |